# Коллесано
Коллеса́но, Коллезано (итал. Collesano) — коммуна в Италии, располагается в регионе Сицилия, подчиняется административному центру Палермо.
Население составляет 4254 человека, плотность населения составляет 39 чел./км². Занимает площадь 108 км². Почтовый индекс — 90016. Телефонный код — 0921.
Покровительницей коммуны почитается Пресвятая Богородица (Madonna dei Miracoli), празднование 26 мая. 